# Zerain
Zerain is een gemeente in de Spaanse provincie Gipuzkoa in de regio Baskenland met een oppervlakte van 11 km². Zerain telt 255 inwoners (1 januari 2016).